# Quatre pièces caractéristiques

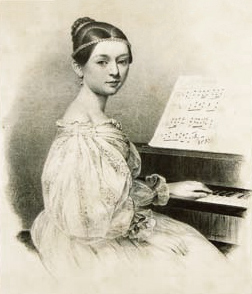
Litografía de Clara Schumann en 1835.

Quatre pièces caractéristiques (Cuatro piezas características) Op. 5 es una obra para piano solo compuesta por Clara Schumann entre 1834 y 1836 y publicada en 1836. 

## Historia
Clara Schumann interpretó esta pieza con frecuencia, especialmente durante sus primeros años de carrera. Frédéric Chopin la escuchó interpretar esta obra, junto con sus Op. 6 y Op. 7, y se fue con una copia de la partitura para el Op. 5, «sobre la cual se había declarado especialmente encantado y entusiasta, y dejando una página para su álbum detrás de él. Cualquiera que mire este Op. 5 más de cerca será fácilmente convencido por la apertura animada y el hermoso movimiento medio elegíaco, que los elogios de Chopin de ninguna manera surgieron de la mera galantería».

## Estructura
Las piezas son las siguientes:
- I. Impromptu: Le Sabbat está escrito en un compás de 3
8. Su tonalidad es la menor y el tempo se marca como «Allegro furioso».
- II Caprice à la Boléro está en 3
4. Comienza en mi menor con una marca de tempo de «Presto». Después de la declaración de apertura, pasa a mi mayor con una marca de tempo de «più tranquillo e dolce». Regresan el tema en mi menor y el tempo, y la pieza concluye con una variación de mi mayor del tema y tempo de mi menor original.
- III. Romance está escrito en 3
4. Comienza en si mayor con una marca de tempo de «Andante con sentimento». Transita a re mayor con una marca de tempo «con anima». Concluye en si menor con una marca de tempo de «un tempo dolente».
- IV. Scene Fantastique: Le Ballet des Revenants está escrito en . Comienza en si menor con una marca de tempo de «Allegro ma non troppo». Transita a 2
4 con una marca de «L'istesso tempo». A partir de ahí, permanece en 2
4, pero las transiciones a sol mayor y si menor a su vez. La tonalidad de la sección final es si menor, pero la sección está funcionalmente en si mayor mediante el uso de accidentales. Esa sección final está marcada «più moderato».

## Grabaciones
Jozef De Beenhouwer grabó las Quatre pièces para el sello Classic Produktion Osnabrück en 2001 como parte de Clara Schumann: Complete Piano Works.